# Ребле (озеро)
Ребле или Ребельское — озеро в Забельской волости Пустошкинского района Псковской области России.
Площадь — 1,0 км² (101,0 га). Максимальная глубина — 3,4 м, средняя глубина — 1,9 м. Вытянуто с запада на восток на более чем 8 км.
На восточном берегу озера расположена деревня Ребле.
Проточное. Относится к бассейну реки Уща (притока Дриссы большого бассейна реки Западная Двина). Из озера Ущо с севера впадает и с юго-запада вытекает река Уща (Ущанка).
Тип озера лещово-плотвичный с уклей и судаком. Массовые виды рыб: щука, окунь, плотва, лещ, судак, язь, линь, ерш, красноперка, щиповка, вьюн, уклея, густера, карась.
Для озера характерно: илисто-песчаное дно, заиленный песок.